# 영천경찰서
영천경찰서(永川警察署, Yeongcheon Police Station)는 경상북도경찰청이 관할하는 경찰서 중 하나이다. 경상북도 영천시 일대를 관할한다. 경상북도 영천시 금호읍 최무선로 1(원제리 105-1)에 위치하고 있다.
서장은 총경으로 보한다.

## 기본 정보
- 주소: 경상북도 영천시 금호읍 최무선로 1 (원제리 105-1)
- 우편번호: 770-805

## 연혁
- 1908년, 경주경찰서 영천분견소 설치
- 1912년, 영천경찰서로 승격 (영천시 창구동 35-7번지 지역, 2021년 현재 영천경찰서 중앙파출소 인근)
- 1945년 10월, 제16구 경찰서로 개칭
- 1948년, 영천경찰서로 개칭 (9개 지서)
- 1966년, 1등급 경찰서로 승격
- 1972년, 청사 신축 (창구동 본래 자리)
- 1977년, 3등급 경찰서로 조정
- 1979년, 2급지 경찰서로 승격
- 1991년 8월, 경북지방경찰청 영천경찰서로 소속 변경 및 청사 신축 이전 (금호읍 원제리 현재 소재지)
- 2003년, 동서남북 4개 지구대 체제로 개편
- 2010년, 11개 파출소 및 3개 치안센터 체제로 개편
- 2021년, 1개 지구대 및 11개 파출소, 4개 치안센터 체제 (현재)

## 관할 파출소
영천경찰서는 11개의 파출소를 산하에 두고 있다.
| 명칭       | 사진 | 주소               | 관할구역                    | 치안센터     |
| ---------- | ---- | ------------------ | --------------------------- | ------------ |
| 중앙파출소 |      | 최무선로 303       | 중앙동, 서부동, 남부동 일부 | 서부치안센터 |
| 역전파출소 |      | 완산로 4-19        | 완산동, 남부동 일부         |              |
| 동부파출소 |      | 호국로 88-1        | 동부동                      |              |
| 금호파출소 |      | 금호읍 금호로 115  | 금호읍                      |              |
| 화산파출소 |      | 화산면 장수로 908  | 화산면, 청통면              | 청통치안센터 |
| 화남파출소 |      | 천문로 1599        | 화남면, 화북면              | 화북치안센터 |
| 임고파출소 |      | 임고면 포은로 439  | 임고면, 자양면              | 자양치안센터 |
| 고경파출소 |      | 호국로 1079        | 고경면                      | 단포치안센터 |
| 신녕파출소 |      | 신녕면 장수로 1691 | 신녕면                      |              |
| 북안파출소 |      | 북안면 운북로 2023 | 북안면                      |              |
| 대창파출소 |      | 대창면 금창로 64   | 대창면                      |              |